# La Chapelle-Montligeon
Pour les articles homonymes, voir La Chapelle.
La Chapelle-Montligeon est une commune française, située dans le département de l'Orne en région Normandie, peuplée de 510 habitants.

## Géographie
Situé dans l'arrondissement de Mortagne-au-Perche, le village est à une altitude d'environ 160 m et se trouve sur une superficie de 8,33 km2. Situé dans la région naturelle du Perche, il appartient au parc naturel régional du Perche. La grande ville la plus proche de la commune est Alençon, à 42 km. Paris est à environ 131 km.
- Forêt domaniale de Réno-Valdieu[2].
- Le mont Ligeon, de 223 mètres de hauteur, donne un point de vue sur la vallée de l’Huisne.
- La rivière la Vilette traverse le village.
- Le climat est océanique avec des étés tempérés.

| Saint-Mard-de-Réno | Saint-Mard-de-Réno     | Longny les Villages (comm. dél. de Saint-Victor-de-Réno) |
| Courgeon           | La Chapelle-Montligeon | Cour-Maugis sur Huisne (comm. dél. de Maison-Maugis)     |
| Courgeon           | Corbon                 | Cour-Maugis sur Huisne (comm. dél. de Maison-Maugis)     |

### Hydrographie
La commune est située dans le bassin Loire-Bretagne. Elle est drainée par la Villette et un autre petit cours d'eau,.
La Villette, d'une longueur de 17 km, prend sa source dans la commune de Tourouvre au Perche et se jette  dans l'Huisne à Corbon, après avoir traversé six communes. 

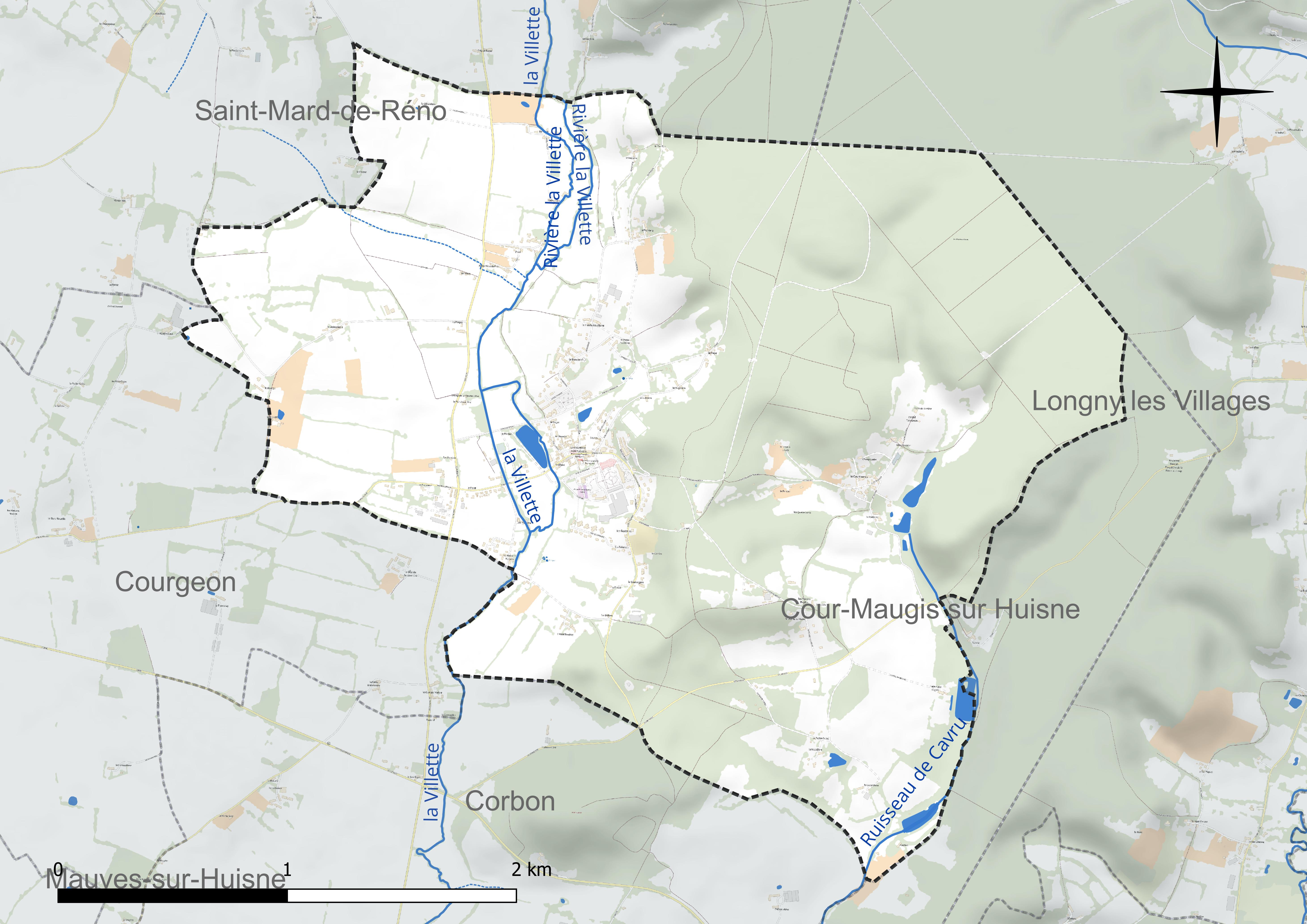
Réseau hydrographique de la Chapelle-Montligeon.

### Climat
Pour des articles plus généraux, voir Climat de la Normandie et Climat de l'Orne.
En 2010, le climat de la commune est de type climat océanique dégradé des plaines du Centre et du Nord, selon une étude du CNRS s'appuyant sur une série de données couvrant la période 1971-2000. En 2020, Météo-France publie une typologie des climats de la France métropolitaine dans laquelle la commune est exposée à un climat océanique altéré et est dans la région climatique Normandie (Cotentin, Orne), caractérisée par une pluviométrie relativement élevée (850 mm/a) et un été frais (15,5 °C) et venté. Parallèlement le GIEC normand, un groupe régional d’experts sur le climat, différencie quant à lui, dans une étude de 2020, trois grands types de climats pour la région Normandie, nuancés à une échelle plus fine par les facteurs géographiques locaux. La commune est, selon ce zonage, exposée à un « climat contrasté des collines », correspondant au Pays d'Ouche et au Perche et bénéficiant d’un caractère continental affirmé avec des précipitations atténuées et des amplitudes thermiques fortes.
Pour la période 1971-2000, la température annuelle moyenne est de 10,3 °C, avec une amplitude thermique annuelle de 14,2 °C. Le cumul annuel moyen de précipitations est de 785 mm, avec 12 jours de précipitations en janvier et 7,9 jours en juillet. Pour la période 1991-2020, la température moyenne annuelle observée sur la station météorologique la plus proche, située sur la commune de Mortagne-au-Perche à 9 km à vol d'oiseau, est de 11,5 °C et le cumul annuel moyen de précipitations est de 802,0 mm,. Pour l'avenir, les paramètres climatiques de la commune estimés pour 2050 selon différents scénarios d’émission de gaz à effet de serre sont consultables sur un site dédié publié par Météo-France en novembre 2022.

## Urbanisme

### Typologie
Au 1er janvier 2024, La Chapelle-Montligeon est catégorisée commune rurale à habitat dispersé, selon la nouvelle grille communale de densité à sept niveaux définie par l'Insee en 2022.
Elle est située hors unité urbaine. Par ailleurs la commune fait partie de l'aire d'attraction de Mortagne-au-Perche, dont elle est une commune de la couronne,. Cette aire, qui regroupe 25 communes, est catégorisée dans les aires de moins de 50 000 habitants,.

### Occupation des sols
L'occupation des sols de la commune, telle qu'elle ressort de la base de données européenne d’occupation biophysique des sols Corine Land Cover (CLC), est marquée par l'importance des territoires agricoles (54,4 % en 2018), une proportion identique à celle de 1990 (54,4 %). La répartition détaillée en 2018 est la suivante : 
forêts (37,5 %), prairies (31,9 %), terres arables (22,6 %), zones urbanisées (5,9 %), milieux à végétation arbustive et/ou herbacée (2,2 %). L'évolution de l’occupation des sols de la commune et de ses infrastructures peut être observée sur les différentes représentations cartographiques du territoire : la carte de Cassini (XVIIIe siècle), la carte d'état-major (1820-1866) et les cartes ou photos aériennes de l'IGN pour la période actuelle (1950 à aujourd'hui).

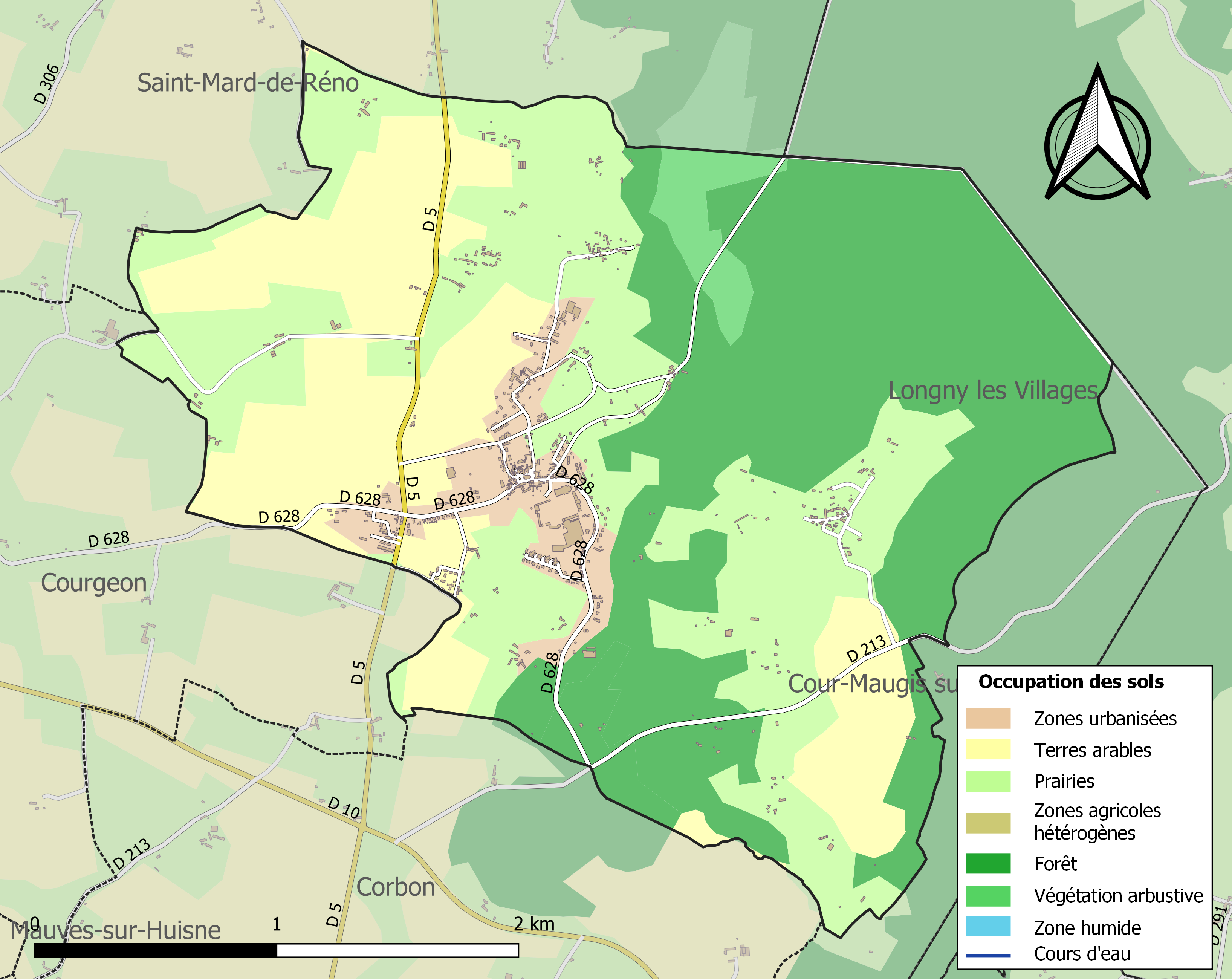
Carte des infrastructures et de l'occupation des sols de la commune en 2018 (CLC).

## Toponymie
Le nom de la localité est attesté sous la forme La Chapelle-Mont-Ligeon en 1801.
Le gentilé est Montligeonnais.

## Politique et administration
| Période                                  | Période  | Identité          | Étiquette | Qualité     |
| ---------------------------------------- | -------- | ----------------- | --------- | ----------- |
| ?                                        | 2006 (?) | Jacques Richard   |           |             |
| juillet 2006                             | En cours | Patrick Pasquier, | SE        | Agriculteur |
| Les données manquantes sont à compléter. |          |                   |           |             |

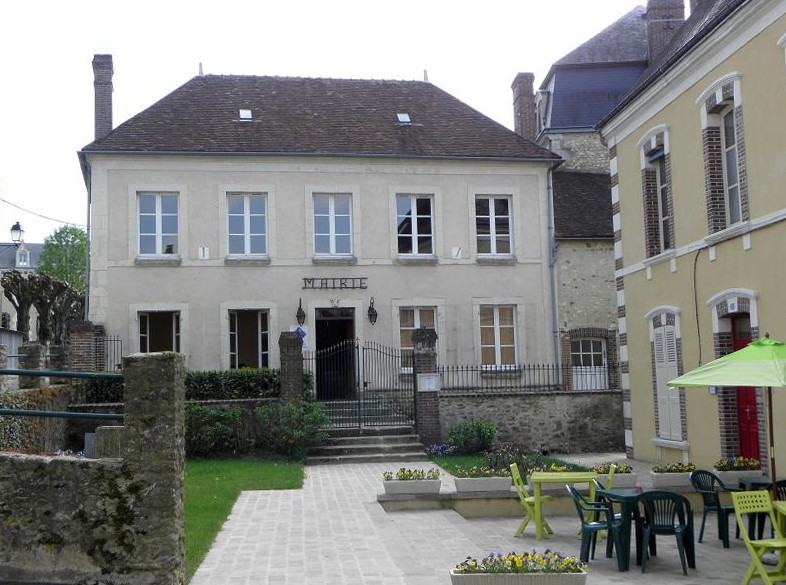
La mairie.

Le conseil municipal est composé de quinze membres dont le maire et deux adjoints.

## Démographie
L'évolution du nombre d'habitants est connue à travers les recensements de la population effectués dans la commune depuis 1793. Pour les communes de moins de 10 000 habitants, une enquête de recensement portant sur toute la population est réalisée tous les cinq ans, les populations de référence des années intermédiaires étant quant à elles estimées par interpolation ou extrapolation. Pour la commune, le premier recensement exhaustif entrant dans le cadre du nouveau dispositif a été réalisé en 2005.
En 2022, la commune comptait 510 habitants, en évolution de −4,85 % par rapport à 2016 (Orne : −3,21 %, France hors Mayotte : +2,11 %).La Chapelle-Montligeon a compté jusqu'à 1 032 habitants en 1821.
| 1793 | 1800 | 1806 | 1821  | 1836 | 1841  | 1846 | 1851 | 1856 |
| ---- | ---- | ---- | ----- | ---- | ----- | ---- | ---- | ---- |
| 915  | 808  | 971  | 1 032 | 958  | 1 004 | 997  | 973  | 953  |

| 1861 | 1866 | 1872 | 1876 | 1881 | 1886 | 1891 | 1896 | 1901 |
| ---- | ---- | ---- | ---- | ---- | ---- | ---- | ---- | ---- |
| 887  | 833  | 770  | 731  | 637  | 623  | 650  | 813  | 790  |

| 1906 | 1911 | 1921 | 1926 | 1931 | 1936 | 1946 | 1954 | 1962 |
| ---- | ---- | ---- | ---- | ---- | ---- | ---- | ---- | ---- |
| 784  | 741  | 627  | 668  | 648  | 701  | 688  | 719  | 687  |

| 1968 | 1975 | 1982 | 1990 | 1999 | 2005 | 2006 | 2010 | 2015 |
| ---- | ---- | ---- | ---- | ---- | ---- | ---- | ---- | ---- |
| 710  | 711  | 858  | 786  | 716  | 658  | 651  | 636  | 550  |

| 2020 | 2022 | - | - | - | - | - | - | - |
| ---- | ---- | - | - | - | - | - | - | - |
| 515  | 510  | - | - | - | - | - | - | - |

## Économie
Les activités des habitants de la commune sont la culture, la production animale, la construction, la sylviculture et l'exploitation forestière.

### Produits régionaux
La région est connue pour le bœuf et les volailles du Maine, le porc, les volailles et le cidre de Normandie.

## Lieux et monuments

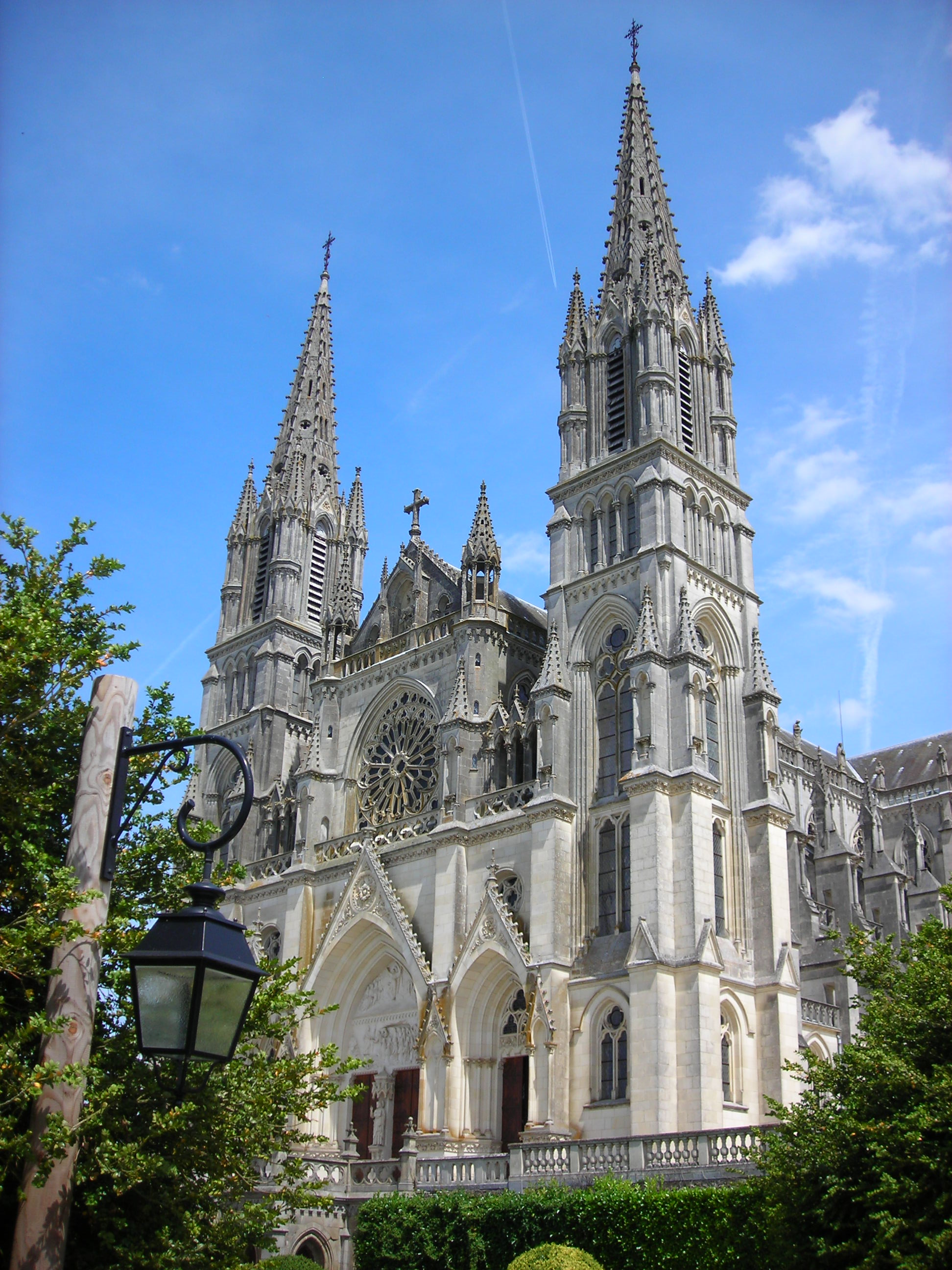
La basilique Notre-Dame.

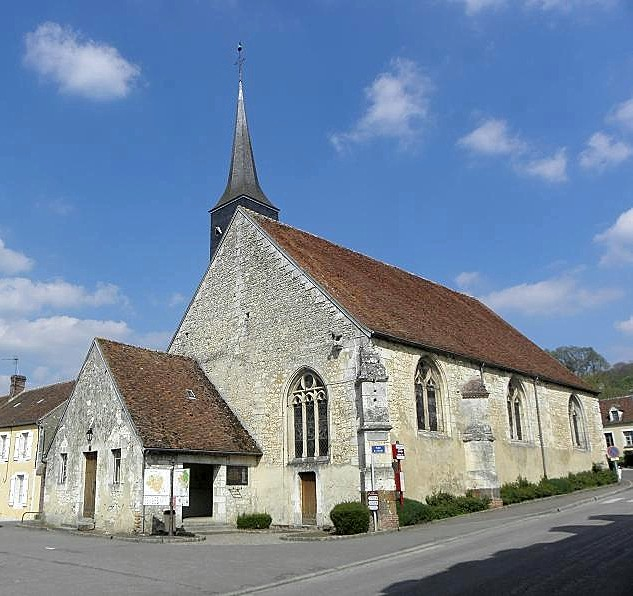
L'église Saint-Pierre.

- Basilique Notre-Dame de Montligeon néogothique (1896-1911), construite selon le modèle de la croix latine. Elle a été fondée par l'abbé Paul Buguet, curé du village de La Chapelle-Montligeon depuis 1878, qui fonde, en 1884, « L'œuvre expiatoire pour les âmes délaissées du purgatoire ». Pèlerinages le 1er mai, à l'Ascension, à l'Assomption et le dimanche qui précède le 16 novembre (fête de Notre-Dame Libératrice). Une partie des vitraux et des mosaïques a été réalisée par Louis Barillet ; ils transcrivent  « l’Apocalypse » et le « Jugement dernier », ainsi que la vie des saints, des prophètes et des apôtres. L'autel a été réalisé en marbre blanc de Carrare[24]. La basilique appartient à une association. Elle a été inscrite aux Monuments historiques en 1978[25]. L'orgue est de Gutschenritter et date de 1904[26].
- Église Saint-Pierre du XVIe siècle : fenêtres gothiques et flamboyantes. L'autel, fabriqué en bois, date de la fin  XVIIIe siècle et comprend un tabernacle au pélican qui symbole l’Eucharistie. Des statues sur les côtés représentent saint Julien et saint Roch. Les fonts baptismaux ont été réalisés au XVe siècle. L'église Saint-Pierre est également enrichie d'un vitrail du XVIe siècle au-dessus de la porte d'entrée, restauré par Louis Barillet, qui représente la Vierge.
- Presbytère du XVIIe siècle, bâti en 1632. Le 10 mars 1821, l'abbé Nicolas François Robert Le Portier lègue le bâtiment à la commune, par testament mystique à sa mort[27].
- Fontaine du village.

## Activité et manifestations

### Environnement
La commune est un village fleuri (trois fleurs) au concours des villes et villages fleuris.

### Sports
- La Saint-Paul montligeonnaise fait évoluer deux équipes de football en divisions de district[29].
- Il existe plusieurs circuits 4 circuits V.T.T. dans la forêt de Réno-Vladieu : la chute de Beillard (9 km), le Mont Ligeon (16 km), les vieux arbres de la Gautrie (22 km) et la vallée de la Commeauche (32 km)[30].
- S'agissant de la randonnée pédestre, la commune compte également 6 itinéraires : Perche-Réno (2,5 km), la chute de Beillard (5 km), le Mont Ligeon (5 km), les Grandes Noues (6 km), la Ligne du Tram (9 km) et le Valdieu (22 km)[31].

## Personnalités liées à la commune
- Né le 25 mars 1843, à Bellavilliers, à l'orée de la forêt de Bellême, l’abbé Paul Buguet, curé de La Chapelle-Montligeon depuis 1878, fonde, en 1884, « L'œuvre expiatoire pour les âmes délaissées du purgatoire ». Projet grandiose qui entraîne la construction, de 1894 à 1911, de tout un ensemble : basilique, imprimerie (avec édition d'un « Bulletin »), logements ouvriers. L'abbé Buguet décède à Rome le 14 juin 1918. Le 16 novembre 1921, le corps de l'abbé Buguet est inhumé dans la crypte de « sa » basilique.